# クリストファー・パオリーニ

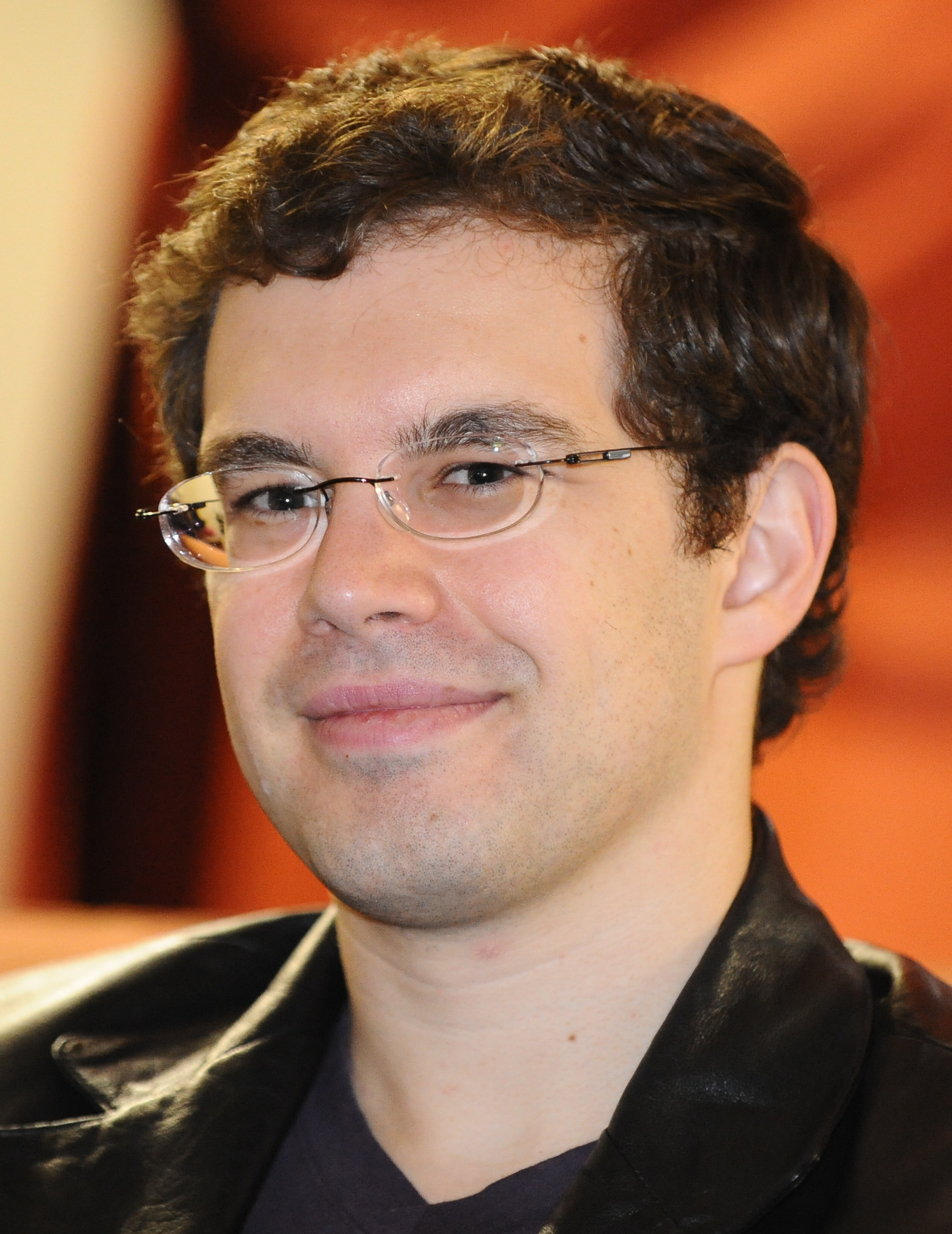
Christopher Paolini

クリストファー・パオリーニ（Christopher Paolini、1983年11月17日 - ）はアメリカ合衆国の小説家。モンタナ州に住み、処女作となるファンタジー小説『エラゴン』を書いた。彼は『エラゴン』や『エルデスト』を含むドラゴンライダーシリーズの作者としてよく知られている。

## 経歴
南カリフォルニアで生まれ、大自然に囲まれたモンタナ州パラダイスバレーで両親と妹の4人家族で育った。イリノイ州シカゴの学校の遠隔教育をホームスクーリングで受け、高校の課程を15歳で終えたあと『エラゴン』と続編『エルデスト』の執筆に取り掛かった。
2002年、両親の経営する出版社から『エラゴン』を出版した。パオリーニは中世の衣装を着て、135の学校や図書館を回りキャンペーンを行った。『エラゴン』の第1刷の表紙は妹のアンジェラが描いた。彼女は内表紙の地図の絵も描いた。
キャンペーンの途中、パオリーニはカール・ハイアセンの義子の通う学校で講演を行った。ハイアセンが知り合いの編集者だったAlfred Knopfにこの本について話したことから、第2刷以降は2003年8月にKnopfの出版社で出版されることに決まった。わずか19歳で、パオリーニはベストセラー作家としてニューヨーク・タイムズに載った。『エラゴン』は同名で映画化・ゲーム化もされた。
『エラゴン』の続編である『エルデスト』は、2005年8月23日に発売された。3作目である『ブリジンガー』は2008年9月23日に発売。2011年11月に最終巻である『インヘリタンス』が本国で発売された。

## 作品リスト
ドラゴンライダー シリーズ
| #    | 邦題                      | 原題                              | 刊行年 | 刊行年 | 訳者     | 出版社             |
| ---- | ------------------------- | --------------------------------- | ------ | ------ | -------- | ------------------ |
| 1    | エラゴン 遺志を継ぐ者     | Eragon                            | 2002年 | 2004年 | 大嶌双恵 | ソニー・マガジンズ |
| 1    | エラゴン 遺志を継ぐ者     | Eragon                            | 2002年 | 2006年 | 大嶌双恵 | ヴィレッジブックス |
| 1    | エラゴン 遺志を継ぐ者     | Eragon                            | 2002年 | 2011年 | 大嶌双恵 | 静山社             |
| 2    | エルデスト 宿命の赤き翼   | Eldest                            | 2005年 | 2005年 | 大嶌双恵 | ソニー・マガジンズ |
| 2    | エルデスト 宿命の赤き翼   | Eldest                            | 2005年 | 2006年 | 大嶌双恵 | ヴィレッジブックス |
| 2    | エルデスト 宿命の赤き翼   | Eldest                            | 2005年 | 2011年 | 大嶌双恵 | 静山社             |
| 3    | ブリジンガー 炎に誓う絆   | Brisingr                          | 2008年 | 2009年 | 大嶌双恵 | ヴィレッジブックス |
| 3    | ブリジンガー 炎に誓う絆   | Brisingr                          | 2008年 | 2014年 | 大嶌双恵 | 静山社             |
| 4    | インヘリタンス 果てなき旅 | Inheritance                       | 2011年 | 2012年 | 大嶌双恵 | 静山社             |
| 外伝 | アラゲイジアの物語        | The Fork, the Witch, and the Worm | 2018年 | 2020年 | 大嶌双恵 | 静山社             |
その他
| 邦題   | 原題                       | 刊行年 | 刊行年 | 訳者       | 出版社 |
| ------ | -------------------------- | ------ | ------ | ---------- | ------ |
| 星命体 | To Sleep in a Sea of Stars | 2020年 | 2022年 | 堀川志野舞 | 静山社 |

## 影響
パオリーニの作品には自然が大きな影響を与えている。フィリップ・プルマン、タモラ・ピアスとの鼎談で、彼はパラダイスバレーの自然が発想に大きな影響を与えたと語った。またJ・R・R・トールキンの作品や『ベーオウルフ』からも大きな影響を受けている。
『エルデスト』の中で、彼は無神論で菜食主義のエルフを描いているが、彼自身は菜食主義者ではない。